# بيوت الملح (رواية)
بيوت الملح رواية خيالية تاريخية لعام 2017 للكاتبة الفلسطينية الأمريكية حلا عليان.
تحكي رواية بيوت الملح قصة أربعة أجيال من عائلة يعقوب الفلسطينية من الطبقة الوسطى. ابتداءً من عام 1963 وانتهاءً في عام 2014، تعرض عليان تفاصيل رحلة العائلة خلال حرب الأيام الستة (1967) والانتفاضة الفلسطينية الأولى (1987) وحرب الخليج الثانية (1990) والانتفاضة الفلسطينية الثانية (2000) وهجمات 11 سبتمبر (2001) وحرب لبنان عام 2006.
يتبع كل فصل من فصول الكتاب فردًا مختلفًا من عائلة يعقوب أثناء تقدمهم عبر السنين، إذ تبدو مثل مجموعة من القصص القصيرة التي تقدم منظورًا شاملًا. رغم الإشادة بهذا الهيكل الفريد إلى حد كبير، تشير بعض المراجعات إلى أنه أدى إلى ضعف في تطور الشخصيات. يُثنى على عليان عمومًا لتقديمها منظورًا لمحنة أصحاب الامتيازات بدلًا من التركيز فقط على الفلسطينيين الذين يعيشون في مخيمات اللاجئين. تركز القصة على الهجرة والصراع بين إبقاء التواصل مع تقاليد المرء والعثور على منزل في بلد جديد.

## الحبكة
تبدأ القصة مع سلمى في نابلس عام 1963. بينما تستعد ابنتها علياء لحفل زفافها من عاطف، تقرأ سلمى مستقبلها في فنجان من تفل القهوة. رغم أن سلمى ترى حياة مليئة بالشكوك وعدم الاستقرار والسفر والخسارة، تحتفظ بهذه الأفكار السلبية لنفسها، وتقول لعلياء إنها ترى حَملًا قريبًا وأن عاطف يحبها.
عائلة يعقوب هي عائلة من الطبقة الوسطى تكون مشتتة منذ بداية الرواية لأن سلمى كانت من يافا، لكن، كان عليها الفرار إلى نابلس بعد الحرب العالمية الثانية، وتعيش كبرى بنات سلمى، وداد المتدينة للغاية، في الكويت في زواج مُدبر.
يشكك مصطفى، الطفل الأوسط لسلمى، من إيمانه رغم أنه يجد مجتمعًا قويًا في مسجده. كونه متحدث بليغ، يستغل مصطفى موهبته لتحفيز الشباب الفلسطينيين الآخرين من خلال التحدث عن التمرد والغضب. نظرًا لأنه صديق مقرب لعاطف، تخشى سلمى من تأثيرهما على بعضهما البعض إذ ينساق كلاهما إلى التطرف. رغم أن حب مصطفى لفتاة من الطبقة العاملة، وتُدعى آية، قد يوفر له مخرجًا، يدفعه خوفه من إحباط والدته بالزواج من فتاة أدنى من مستواهم إلى تكريس نفسه بالكامل لقضيته.
في حرب الأيام الستة عام 1967، تُهجَّر الأسرة إلى مدينة الكويت، مع بقاء عاطف ومصطفى للقتال. يُقبض على الرجلين ويتم تعذيبهما، إذ يتخلى عاطف عن مصطفى، ما يسفر عن مقتل مصطفى في سجن إسرائيلي. رغم أن العائلة لم تسترد جسد مصطفى أبدًا ولم تعرف ما حدث له حقيقةً، يلوم عاطف نفسه على وفاة مصطفى ويغمره الشعور بالذنب، ما يؤدي إلى تدهور صحته النفسية نتيجة اضطراب الكرب التالي للصدمة النفسية والاكتئاب، عندما ينضم إلى علياء في الكويت.
في مدينة الكويت، ينذوي عاطف ويقضي معظم وقته في كتابة الرسائل التي لن يتسنى له إرسالها مطلقًا إلى أقرب أصدقائه الراحل، في محاولة للتعامل مع مشاعره وتجنيب علياء عبأها. رغم أن علياء كانت أقل تأثرًا بوفاة شقيقها، كانت تكره الحرارة وانعدام شعورها بالألفة في المدينة الجديدة، وحقيقة أنهما غير قادرين على العودة إلى منزلهما. رغم ذلك، يبقى الحب مجتاحًا كل من علياء وعاطف، إذ يحاولان تكوين حياة سعيدة وينجبان ثلاثة أطفال: رهام وسعاد وكرم.
مع تزايد انتشار العولمة، يشعر عاطف بقلق شديد تجاه تأثير الغرب على أطفاله، رغم أن الزوجين يرسلان الأطفال الثلاثة إلى مدارس دولية لضمان حصولهم على تعليم أفضل. تُهجَّر الأسرة مرة أخرى في بداية حرب الخليج الثانية (1990) وتتشتت مع انتقال علياء وعاطف إلى عمان في الأردن، ثم بيروت في لبنان، وتعيش رهام مع زوجها لطيف في عمان، ويلتحق كل من سعاد وكرم بالجامعة في باريس في فرنسا وبوسطن في الولايات المتحدة على التوالي.